# Batalion marszowy
Batalion marszowy – rezerwowy batalion w armiach europejskich, w składzie pułku. Analogicznie występowała kompania marszowa w składzie batalionu i pluton marszowy w składzie kompanii.

## Przeznaczenie
Jednostki marszowe nie były przeznaczone do walki. Żołnierze jednostek marszowych byli jedynie wyposażeni w broń osobistą, bez broni zespołowej (karabinów maszynowych czy moździerzy). Jednostki te przemieszczały się wraz z jednostkami bojowym. Żołnierzami z jednostek marszowych uzupełniano straty jednostek bojowych poniesione w walce. Znacznie skracało to czas niezbędny do odtworzenia stanu oddziałów pierwszoliniowych. 
Koncepcja jednostek marszowych przeżywała swój rozkwit przed I w.ś., dopóki jednostki piechoty były bardzo jednolite pod względem składu, uzbrojenia, wyposażenia i wyszkolenia. W trakcie I w.ś. rozpoczął się proces specjalizacji grup wewnątrz jednostek piechoty – obsługa karabinów maszynowych, moździerzy, środków łączności itd. Utrudniało to istotnie zastępowanie specjalisty przez żołnierza z jednostki marszowej. Drugim czynnikiem było spostrzeżenie, że oprócz indywidualnego wyszkolenia istotne jest zgranie zespołu, więc uzupełnienie poległych nowymi żołnierzami nie przywraca w pełni zdolności bojowych oddziałowi. W trakcie II w.ś. jednostki, które poniosły duże straty, raczej odsyłano na tyły, aby tam nie tylko uzupełnić skład oraz wyposażenie, ale również odtworzyć oddział jako zespół.

## W II Rzeczypospolitej
We wrześniu 1939, z uwagi na napływ ochotników ponad przewidziane stany jednostek, nadmiar kierowano do jednostek marszowych. Jednostki te (w miarę możliwości) otrzymywały broń zespołową pochodzącą z nadmiarów magazynowych i czasami ich wyposażenie zbliżało się do regularnych jednostek bojowych. Stąd zdarzało się użycie ich jako oddziałów bojowych.   
W składzie Korpusu Ochrony Pogranicza walczył batalion marszowy 76 pp. pod dowództwem majora Józefa Balcerzaka.
Harcerski batalion marszowy Chorągwi Warszawskiej zorganizowany przez Lechosława Domańskiego opuścił Warszawę 6 września 1939, nie otrzymał broni.

## Odniesienia w literaturze
W Polsce wydana została książka Batalion marszowy autorstwa Svena Hassela. Oryginalny tytuł tej książki brzmi Straffebataljonen (Karny batalion) i tematem jest odbywanie kary w (prawdopodobnie fikcyjnym) batalionie karnym.

### Szwejk
Pod nazwą marszbatalion występuje w Przygodach dobrego wojaka Szwejka, dlatego corocznie urządzane są wyprawy marsz-batalionu im. Szwejka. Szwejk, podobnie jak Jaroslav Hašek, wyruszył na wojnę w składzie 11. marszbatalionu 91 pułku piechoty – zobacz: Szlak śladami dobrego wojaka Szwejka.